# Дворец (Рогачёвский район)
Дворец (бел. Дварэц) — агрогородок в Рогачёвском районе Гомельской области Республики Беларусь. Административный центр Дворецкого сельсовета.

## География

### Расположение
В 29 км на запад от районного центра и железнодорожной станции Рогачёв (на линии Могилёв — Жлобин), в 150 км от Гомеля.

### Гидрография
На реке Добосна (приток реки Днепр).

## Транспортная сеть
На автодороге Бобруйск — Гомель. Планировка состоит из 3 прямолинейных меридиональных улиц, соединённых прямолинейной широтной улицей. Застройка преимущественно двусторонняя, деревянная и кирпичная, усадебного типа. В 1986 году построены 108 домов коттеджного типа, в которых разместились переселенцы из мест, загрязнённых радиацией в результате катастрофы на Чернобыльской АЭС.

## История
В 1690 году упоминается как деревня в Речицком повете ВКЛ. После 2-го раздела Речи Посполитой (1793 год) находилась в составе Российской империи. В 1816 году — в Рогачёвском уезде Могилёвской губернии. Помещик владел в 1826 году 104 десятинами земли. Чуть позже была центром одноимённого поместья, его хозяин дворянин Быковский владел в 1858 году 1319 десятинами земли. Во 2-й половине XIX века в центре деревни построена деревянная Троицкая церковь. С 1880 года действовали хлебозапасный магазин, почтовая станция, в Тихиничской волости Рогачёвского уезда Могилёвской губернии. Согласно переписи 1897 года действовали 3 фольварка, школа грамоты, винный магазин, мельница, телеграф. В 1907 году работало народное училище (52 ученика).
С 20 августа 1924 года — центр Дворецкого сельсовета Рогачёвского района Бобруйского (до 26 июля 1930 года) округа, с 20 февраля 1938 года — Гомельской области. В 1930 году организован колхоз «Коммунар», работала ветряная мельница. Во время Великой Отечественной войны оккупанты создали в деревне свой опорный пункт, разгромленный партизанами. В боях за деревню и окрестности 26 июня 1944 года погибли 56 советских солдат и 8 партизан, в их числе Герой Советского Союза Ф. И. Ульянин (похоронены в братской могиле в центре деревни). 21 жителей не вернулись с фронта.
В 1969 году к деревне присоединён посёлок Хуреевка, в 1980 году — деревня Мыза и посёлок Новый Дворэц. Центр совхоза «Дворец». Расположены комбинат бытового обслуживания, средняя школа, Дом культуры, библиотека, больница, аптека, детский сад, ветеринарный пункт, отделение связи, столовая, магазин.
В состав Дворецкого сельсовета входили до 1943 года посёлок Сухое Болото (сожжённый карателями 26 мая 1943 года), до 1969 года — посёлки Марс, Хуреевка, до 1975 года — посёлок Лучинский, до 1980 года — посёлки Заболоцкий, Новый Дворэц, деревни Мыза, Новые Филипковичи, до 1983 года — посёлок Затишье (в настоящее время не существуют).

## Население

### Численность
- 2004 год — 229 хозяйств, 649 жителей.

### Динамика
- 1816 год — 19 дворов, 114 жителей.
- 1897 год — 42 двора (согласно переписи).
- 1959 год — 218 жителей (согласно переписи).
- 1997 год — 239 дворов, 673 жителя[2].
- 2004 год — 229 хозяйств, 649 жителей.

## Культура
- Дом культуры
- Музей ГУО "Дворецкая средняя школа имени В. В. Скрыганова"

## Достопримечательность
- Троицкая церковь (XIX) —  Историко-культурная ценность Республики Беларусь, шифр 313Г000615
- Братская могила советских воинов и партизан (1943—1944) —  Историко-культурная ценность Республики Беларусь, шифр 313Д000616

## Галерея

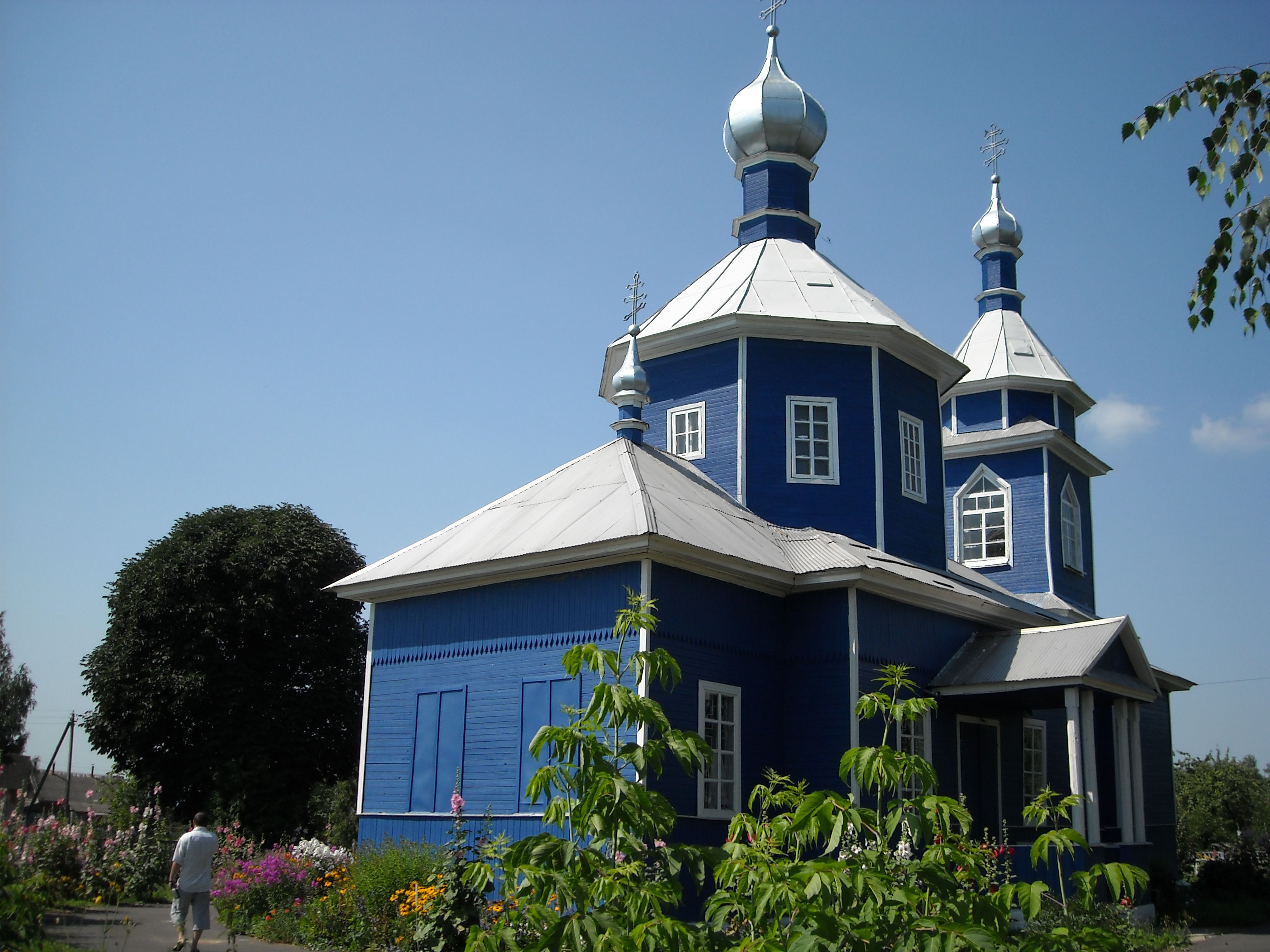
Троицкая церковь